# ゲルセミウム・エレガンス
ゲルセミウム・エレガンス（学名: Gelsemium elegans）は、ゲルセミウム科またはマチン科ゲルセミウム属のつる性常緑低木。別名は冶葛（やかつ）、鉤吻、断腸草、胡曼藤（草）、野葛、毒根、黄藤、大茶薬（藤）、除辛、爛腸草、ランゴン、シュア・ノーツァ。

## 形態・生態
常緑の蔓性樹木で、長さは3 m から12 m になる。根は黄色である。葉は革質で対生し、光沢を持ち厚みがある。形は楕円形または狭卵状披針形。花弁は黄色で花期は5月から11月。果実は蒴果で2筋の縦線をもち、熟すとこれに沿って裂ける。種子は腎形または楕円形。

## 分布
原産は東南アジアから中国南部で、この付近に自生する。日当たりの良い山の斜面、道端の草むら、低木の茂み、雑木林を好み、海抜 500-2,000 m の地域に分布する。

## 人間との関わり
世界最強の植物毒を持っているといわれるほどの猛毒植物。有毒成分はゲルセミン、コウミン (koumine)、ゲルセミシン (gelsemicine)、ゲルセヴェリン (gelseverine)、ゲルセジン (gelsedine)、フマンテニリン (humantenirine) などのアルカロイド。毒部位は全草で、もっとも毒の強い部位は若芽である。植物体のどの部分を食したかによって中毒症状の出る速さが違い、新鮮な若葉・根の煎汁・葉の乾燥粉末を摂取した場合は速く、根本体では遅いという。平均すれば1時間前後となる。消化管から最もよく吸収される。
最もポピュラーな中毒症状は呼吸麻痺であるが、これはゲルセミウム・エレガンスの毒が延髄の呼吸中枢を麻痺させることに起因する。心拍ははじめ緩慢だが、のち速くなる。ほかに、眩暈、嘔吐、口腔・咽頭の灼熱感、流涎、腹痛、下痢、筋弛緩、呼吸筋周囲の神経麻痺、視力減退、瞳孔散大、呼吸の浅深が不規則になる（これが副次的にアシドーシスを引き起こす場合も）、嗜睡、全身痙攣、後弓反張、運動失調、昏迷などがある。
漢方医の方面では根を水洗いして乾燥させたものを「鉤吻」と呼び、喘息治療や解熱、鎮痛などに用いる。しかし、あまりに毒性が強いため、『本草綱目』をはじめ数多の医学書には、「内服は厳禁」と記されている。
正倉院宝物の中にも冶葛が残されている。冶葛壷に32斤（16kg）収められていたが、記録によればかなり使われた形跡がある（用途は不明）という（現存するのは390g）。1996年、千葉大学薬学部の相見則郎教授が依頼を受けて提供された2.8gの冶葛を分析したところ、1200年以上経っていたにもかかわらず、ゲルセミン、コウミン、ゲルセビリン、センペルビリン (sempervirine) の計4種のゲルセミウムアルカロイドが検出され、冶葛がゲルセミウム・エレガンスであることが証明された。正倉院の「冶葛」は、文献に記録された冶葛としては「唯一現存するもの」である。

## 注と出典
1. ↑  "Plant Name Details for Gelsemium elegans". International Plant Names Index (IPNI). International Organization for Plant Information (IOPI). 2016年4月18日閲覧。
2. 1 2 3 4 5 6 7 8 9 10 11 12  中国科学院中国植物志編輯委員会, ed. (1992年). "鉤吻 Gelsemium elegans". 中国植物志. Vol. 61. 科学出版社. pp. 251–253. 2016年4月18日閲覧。
3. ↑  正倉院. “冶葛壷（やかつのつぼ）”.  宮内庁. 2017年11月8日閲覧。
4. ↑  相見則郎「正倉院の「冶葛」(やかつ)」『化学と教育』第48巻第2号、日本化学会、2000年、103-105頁、ISSN 0386-2151、NAID 110008591907。
5. ↑  宮内庁正倉院事務所編 編『図説正倉院薬物』柴田承二監修、中央公論新社、2000年、[要ページ番号]頁。ISBN 4-12-002845-3。